# Indianie
Indianie (od hiszp. Indios) – najliczniejsza z trzech (obok Inuitów i Aleutów) i jednocześnie najbardziej zróżnicowana grupa ludności tubylczej (rdzennej, autochtonicznej) spośród zamieszkujących Amerykę, obejmująca zarówno dawniej, jak i dziś setki ludów, plemion i grup etnicznych o bardzo różnym charakterze i stopniu rozwoju. Nie ma obecnie dokładnej definicji słowa „Indianin”, według niektórych należy do niej każdy człowiek zróżnicowanej rasy czerwonej (w tym Indianie mówiący po hiszpańsku i angielsku), według innych osoba żyjąca według dawnego (prekolumbijskiego) stylu życia i używająca dawnych języków, niektóre kraje odrzucają pojęcie „Indianin” na rzecz bardziej zwięzłych pojęć.

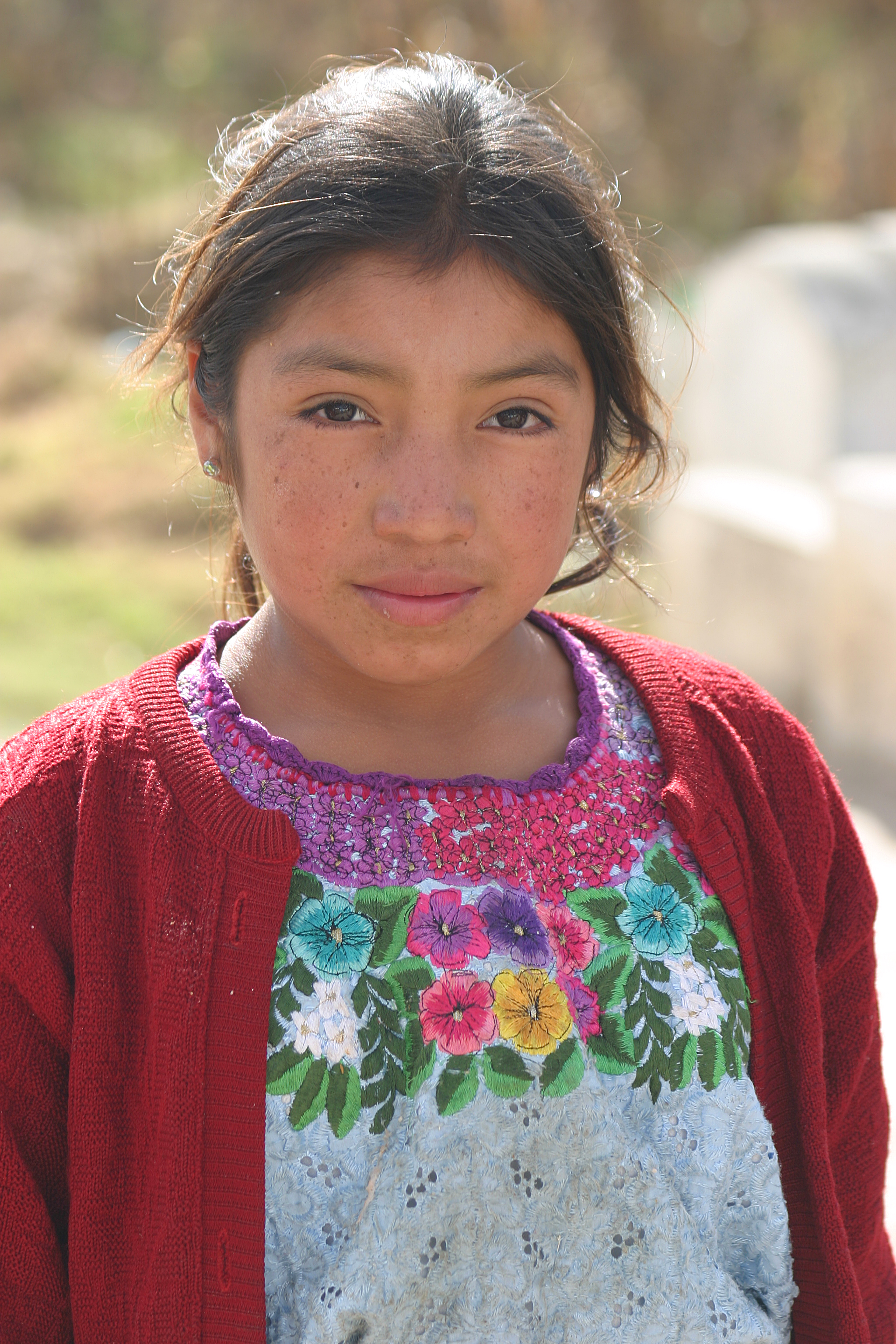
Dziewczyna z Gwatemali (z rejonu Momostenango, Departament Totonicapán)

## Nazwa i tożsamość

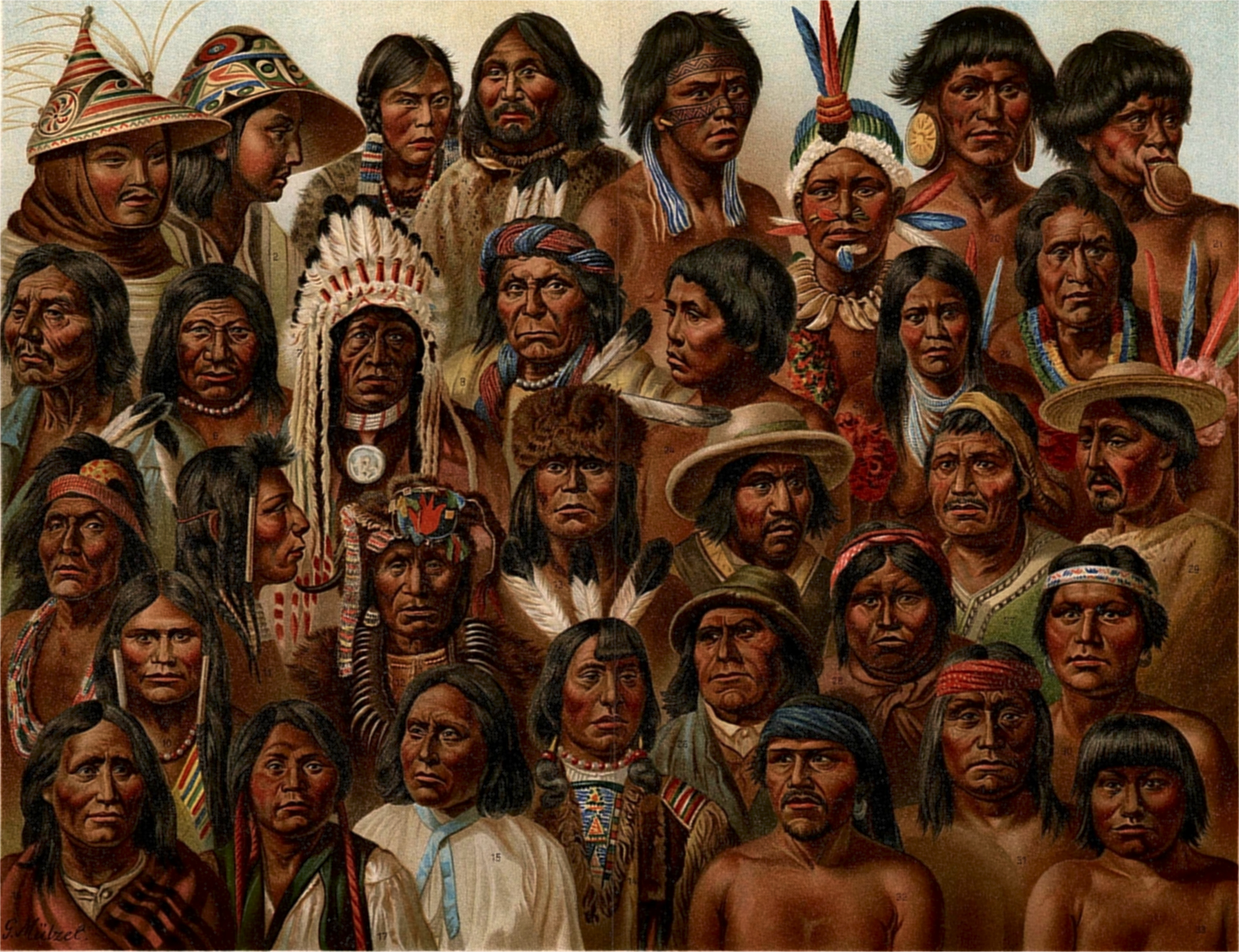
Tubylczy Amerykanie (rysunek z początku XX wieku)

Nazwa „Indianie” została nadana rdzennym ludom Ameryki przez Krzysztofa Kolumba, który błędnie sądził, że dopłynął do wschodnich wybrzeży Indii. Według ówczesnego nazewnictwa nazwą Indii rozumiano całość południowego, południowo-wschodniego i wschodniego wybrzeża Azji aż po „Kataj” (Chiny) i „Cipangu” (Japonię).
W różnych krajach, środowiskach i językach Ameryki stosowane bywają – obok nie zawsze i nie wszędzie szeroko akceptowanych „Indian” – także różne inne określenia o rozmaitym zasięgu stosowania, popularności, nacechowaniu i konotacjach. W Kanadzie oficjalnie są to First Nations („Pierwsze Narody”), w Stanach Zjednoczonych – Native Americans („Tubylczy Amerykanie”) lub First Americans („Pierwsi Amerykanie”), w Ameryce Łacińskiej są to zwykle indígenas („tubylcy”) albo pueblos originarios („ludy rdzenne”), istnieje też określenie Amerindians („Amerindianie”). Przez część Indian, jak i badaczy kultury tych ludów, słowa indios (hiszp.) i Indians (ang.) („Indianie”) bywają uważane za pejoratywne, zaś na pewno są one nieprecyzyjne.
Nie ma i nigdy nie było jednej ogólnoamerykańskiej kultury indiańskiej. Poszczególne grupy, nazywane do dziś przez Europejczyków wspólnym nieprecyzyjnym określeniem „Indianie”, miały zawsze własne nazwy dla siebie i swoich sąsiadów – w ich własnych językach oznaczające zwykle tyle co „(prawdziwi) ludzie”. W czasach prekolumbijskich nie miały one natomiast świadomości wspólnoty rasowej, geograficznej czy kulturowej, odróżniającej ich od reszty „nie-Indian” z innych kontynentów. Także białych przybyszów Indianie traktowali zwykle początkowo jako jeszcze jedną grupę „obcych ludzi z daleka”, dużo rzadziej zaś (właściwie tylko przy pierwszym kontakcie) – jako „wysłanników bogów” (Aztekowie, Inkowie, Majowie).
Dopiero stosunkowo niedawno, w czasach współczesnych, wśród większości indiańskich społeczności pojawiła się świadomość wspólnoty tubylczego pochodzenia, zbieżności historycznych losów, podobieństw obecnej sytuacji, problemów i dążeń. Do tej panindiańskiej świadomości (a także wciąż silnego poczucia własnej tożsamości plemiennej i etnicznej odrębności) odwołują się obecnie tubylcze samorządy, organizacje i ruchy społeczne, takie jak Krajowy Kongres Indian Amerykańskich (NCAI), Ruch Indian Amerykańskich (AIM), Zapatyści, Cocaleros, a także niektórzy indiańscy i nie-indiańscy działacze społeczno-polityczni (Benito Juárez, Evo Morales, Alejandro Toledo, Rigoberta Menchú Tum, Subcomandante Marcos).

## Indianie jako społeczność rasowo-genetyczno-pokoleniowa
Indianie, jako rdzenna ludność Ameryk jest tożsama z tzw. rasą czerwoną, zwaną „Indianidami”. Nie stwierdzono istnienia rdzennych Amerykanów, należących do innej rasy niż czerwona. Eickstedt uznawał Indian za odprysk od Mongoloidów. Szilvássy również za przynależnych do Mongoloidów, ale mających też cechy inne. Kolor skóry jest zróżnicowany, od czerwonawej (ciepłe tereny), żółtawej (Alaska), po bladożółtą (Argentyna, Chile – odmiany zaliczane czasami do rasy białej). W przeciwieństwie do Mongoloidów, mających zmarszczkę nakątną, Indianie posiadają inny typ powieki, zwany „powieką indiańską” gdzie tłuszcz powiekowy jest bardziej skoncentrowany na zewnętrznej części oka, niż w części przy nosie, co powoduje że oko wydaje się być uchylone w stronę policzków. Taki typ powieki występuje też w Europie Wschodniej, Azji Środkowej (typ euromongolski), Polinezji czy Rosji. Posiadają proste, czarne bądź brązowe włosy, krótkie kości udowe, trójkątną głowę i skąpy zarost. Zdecydowana większość ludności Ameryki Łacińskiej posiada indiańską haplogrupę męskiego chromosomu „Q”, jedynie obszary takie jak USA posiadają mieszane pochodzenie. U Indian w Kanadzie i USA, stwierdzono też ałtajską haplogrupę „Z”. Geny te zanikają w regionie wschodniego USA (Wirginia, Illinois, Karolina, Nowy Jork, Pensylwania, Boston itd.) i niektórych częściach wschodniej Argentyny, gdzie wśród ludności dominuje napływowe R1b, oraz inne grupy allochtoniczne. Haplogrupy mitochondrialnego DNA obecne u Indian to głównie grupy – A, B, C i D oraz piąta haplogrupa związana z eurazjatycką grupą X.

## Historia
Przodkowie Indian dotarli do Ameryki z Półwyspu Czukockiego, najprawdopodobniej pochodząc od ludów środkowo-południowej Syberii. W kolejnych tysiącleciach w Ameryce rozwijały się różnorodne kultury i społeczeństwa: od rozproszonych grup zbieracko-łowieckich do zorganizowanych królestw Mezoameryki i obszaru andyjskiego. Utworzyli potężne cywilizacje Majów, Azteków, Tolteków i Inków, oraz setki mniejszych społeczności. W chwili przybycia Europejczyków w XV wieku, w Amerykach mieszkało około 80 mln rdzennej ludności, co kilkunastokrotnie przewyższało ludność Hiszpanii i Portugalii.

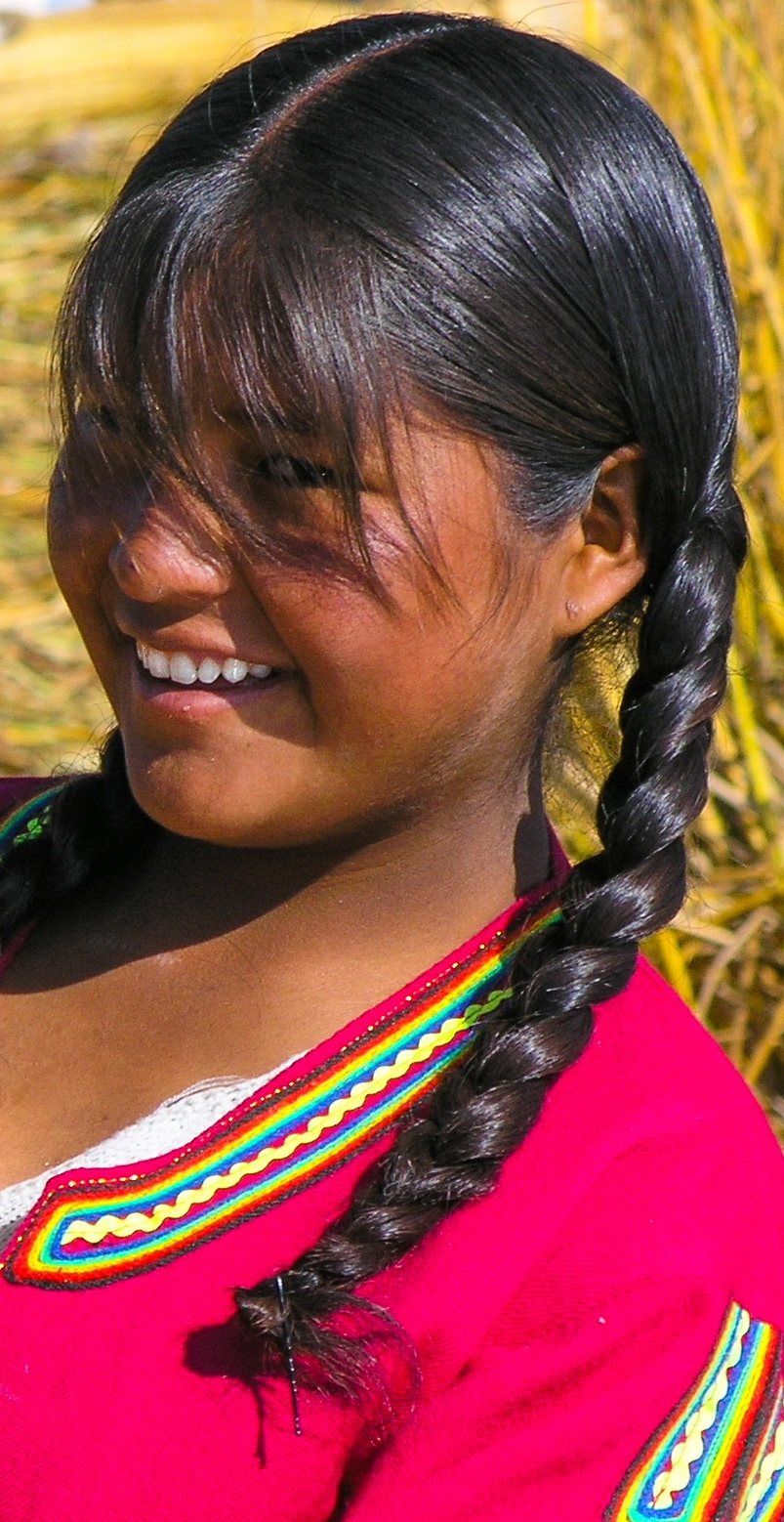
Indianka z Peru

Gdy Hiszpanie w porozumieniu z lokalnymi plemionami podbili Meksyk, założyli tam marionetkowe państwo – Nową Hiszpanię. Doszło do szerokich prześladowań ludności azteckiej i inkaskiej. Kradziono cenne artefakty, świątynie ograbiano z cennych obiektów, wykonanych ze złota. W trakcie zawojowania, doszło do ludobójstw na cywilach (w tym egzekucja kilku tysięcy zakładników, próbując wymusić kapitulację na Atahualpie). Nie zezwalano Aztekom i Inkom na sprawowanie jakichkolwiek urzędów (z wyjątkiem zasymilowanych). Podbicie wnętrza kontynentu zakończyło się niepowodzeniem. Łagodniejszy charakter miała kolonizacja portugalska, angielska i francuska, która zakładając osady w Brazylii była często uzależniona od tubylców, a ludność wnętrza z czasem migrowała do ich miast.
Zanik języków Indiańskich, na rzecz języków hiszpańskiego i portugalskiego, spowodował integracje międzyplemienne oraz powstanie świadomości narodowej takich etnosów jak „Meksykanie” czy „Kolumbijczycy”, które pokonały Hiszpanię na początku XIX wieku.
W przypadku USA, proces był znacznie bardziej skomplikowany. Na wschodzie kraju istnieje obszar zdominowany przez imigrantów. Znacznie więcej potomków Indian mieszka na zachodzie i środkowej części USA, lecz dokładnych szacunków nie dokonano. Narodowość rdzenną deklaruje oficjalnie 0,9% populacji USA, lecz liczba ta nie opiera się na pochodzeniu prekolumbijskim rodziny, lecz na świadomości etnicznej, a Indianie współtworzą w większym, bądź mniejszym stopniu wieloetniczną społeczność „Amerykanów” podobnie jak imigranci (Afrykańczycy, Niemcy, Anglicy, Polacy, Chińczycy i inni).

## Współczesność

### Indianie hiszpańsko i angielskojęzyczni
Obecnie – poza nielicznymi przypadkami niewielkich, stosunkowo izolowanych, pierwotnych grup w Amazonii i Mezoameryce, oraz niektórymi krajami (Peru, Boliwia) – Indianie są całkowicie zlatynizowani, bądź zanglicyzowani językowo. Setki różnych, często niezrozumiałych wzajemnie dialektów, zostało przez kilkaset lat, zastąpione uniwersalnym językiem hiszpańskim, bądź innymi językami europejskimi. Zdecydowaną większość ludności czerwonej, stanowi ludność Ameryki Łacińskiej. Istnieją zarówno relatywnie czyste pod względem pochodzenia ludności kraje (Meksyk, Peru, Boliwia), jak i kraje gdzie prócz Indian istnieje ludność europejska i czarna (Brazylia, Argentyna). Indianie mają dominujący wpływ na kulturę Ameryki Łacińskiej (nahos, hulo, popcorn, używki, architektura, tańce, symbolika), a w USA jest ona w jakimś stopniu zaznaczona (pochodzenia Indiańskiego był między innymi Elvis Presley). Tworzą (bądź współtworzą w stopniu dominującym, bądź mniejszościowym) wszystkie współczesne narody Ameryk.

### Ludność plemienna bądź języczna

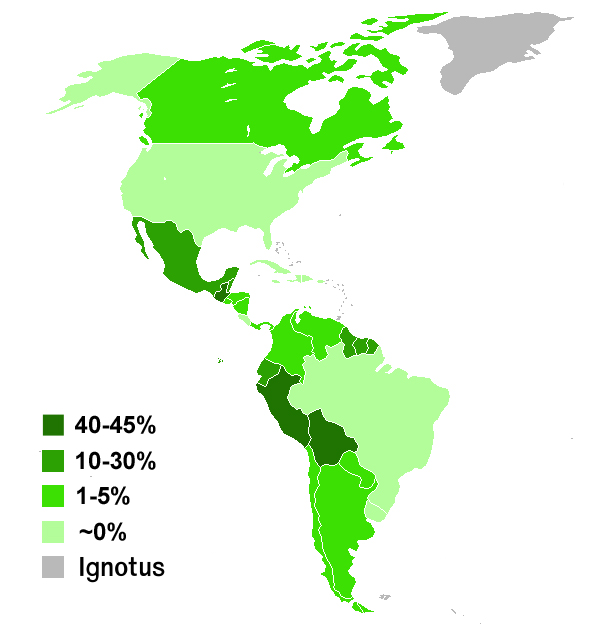
Ludzie oficjalnie deklarujący narodowość Indiańską (inną niż narodowość własnego kraju)

Ponad 50-milionowa ludność plemienna, bądź deklarując narodowość plemienną stanowi zdecydowaną mniejszość wśród całkowitej ludności o korzeniach prekolumbijskich. Choć ma pełnię praw obywatelskich i praw człowieka (czasami uzyskanych niedawno – np. w USA wszyscy Indianie uzyskali obywatelstwo w 1924 roku, a w innych krajach – jeszcze później), to nie raz pozostają mniejszościami ubogimi, marginalizowanymi i pozbawionymi znaczących wpływów politycznych (a nierzadko także w różny sposób dyskryminowanymi).
W większości krajów obu Ameryk tradycyjne indiańskie grupy i tworzone przez nie nowoczesne organizacje występują wobec władz państwowych (i na forum międzynarodowym, w tym w ONZ i OPA) z rozmaitymi roszczeniami o charakterze politycznym, społecznym i gospodarczym, powołując się na liczne względy historyczne, społeczne i prawne. W niektórych państwach nadal zabiegają o formalne uznanie swoich praw grupowych jako ignorowane przez krajowe systemy prawne i konstytucje ludy tubylcze i mniejszości etniczne. Społeczność międzynarodowa wspiera prawa ludów tubylczych m.in. poprzez proklamowanie pod auspicjami ONZ kolejnych „Dekad ludów tubylczych” oraz promowanie wynegocjowanej w ramach ECOSOC i przyjętej w 2007 przez Zgromadzenie Ogólne ONZ Deklaracji praw ludów tubylczych.

## Regiony zamieszkania

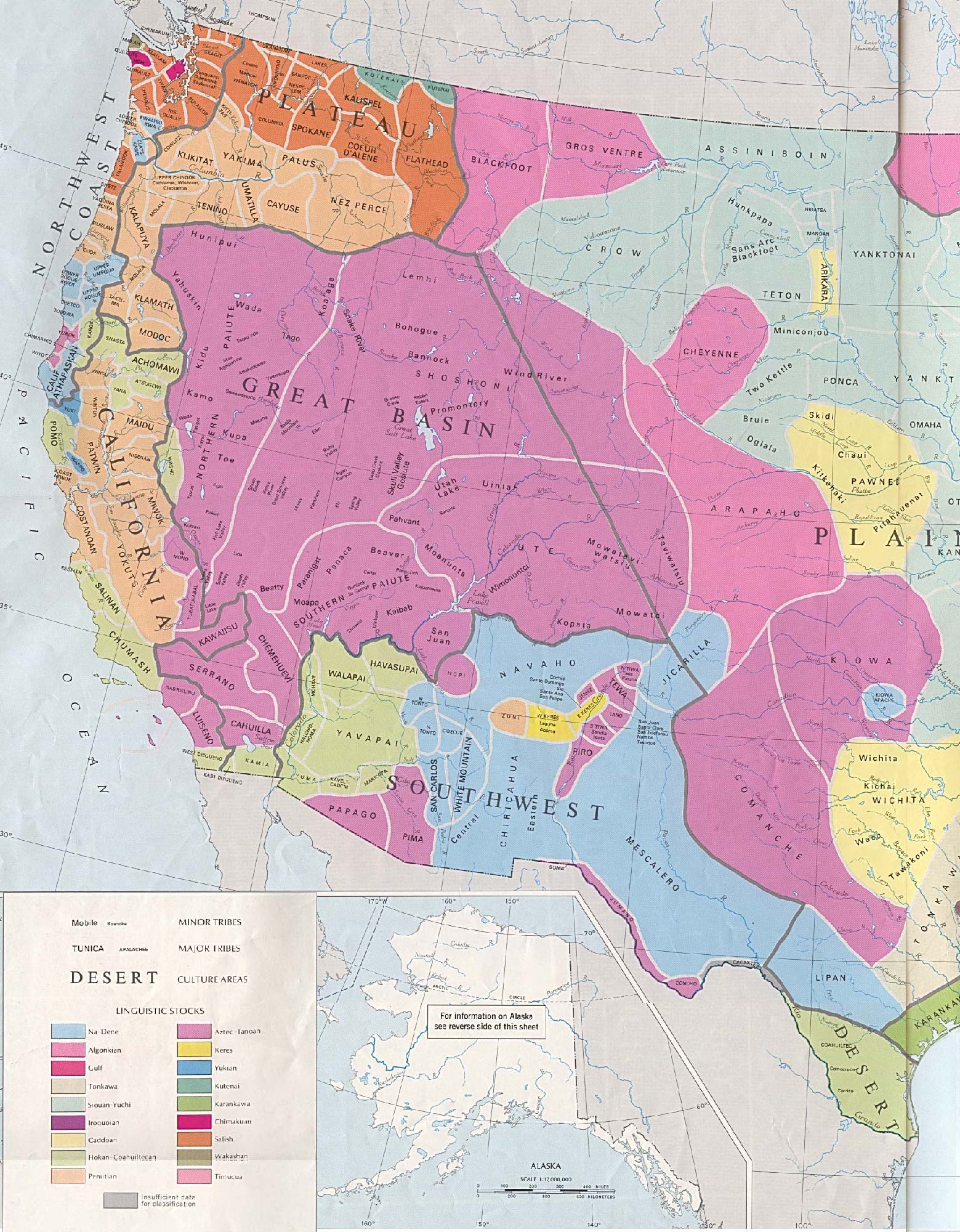
Kręgi kulturowe, grupy językowe i plemiona Indian na terenie współczesnych Stanów Zjednoczonych w początkach europejskiej kolonizacji kontynentu (XVII w.) – cz. zachodnia

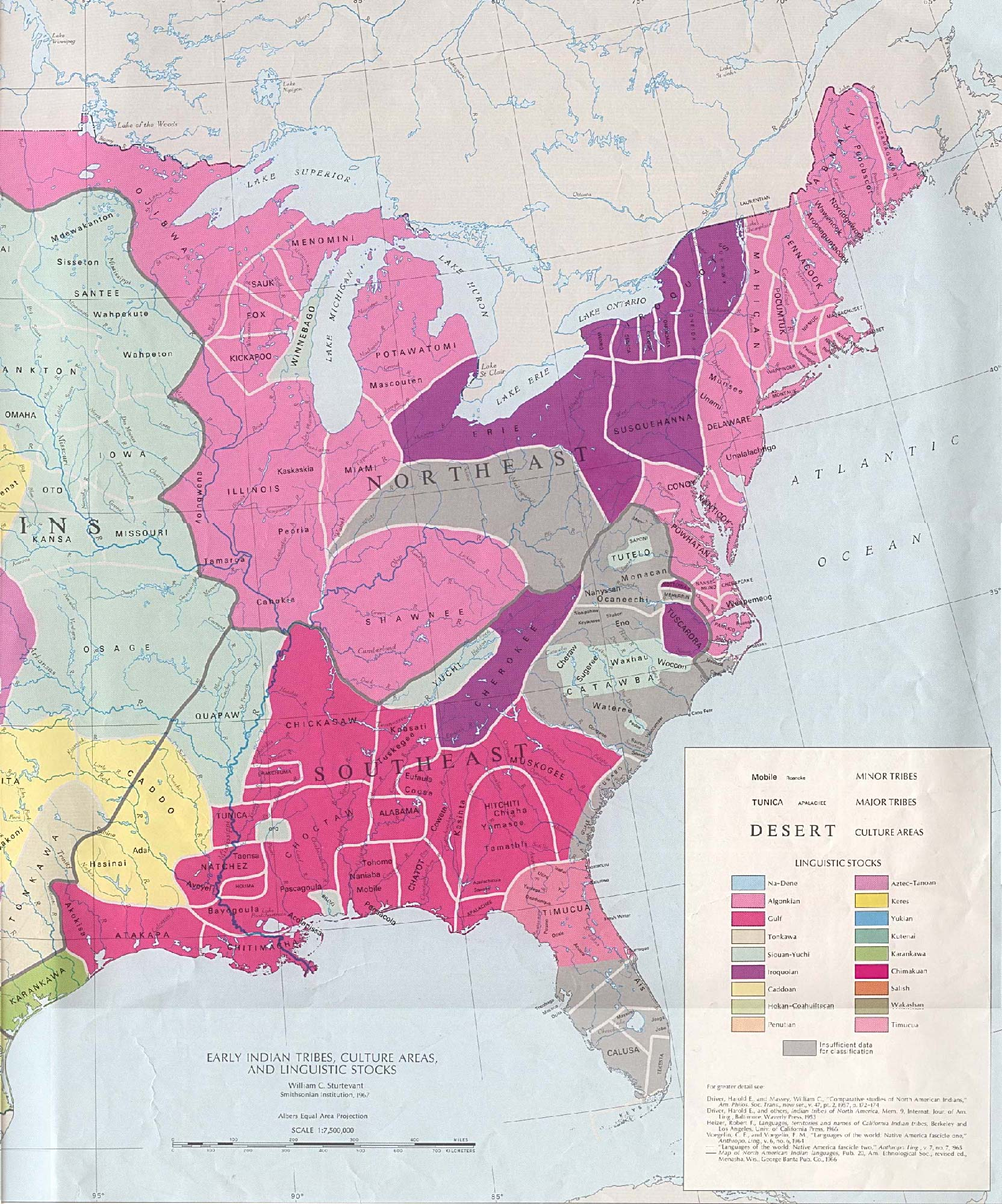
Kręgi kulturowe, grupy językowe i plemiona Indian na terenie współczesnych Stanów Zjednoczonych w początkach europejskiej kolonizacji kontynentu (XVII w.) – cz. wschodnia

Ze względu na rozmieszczenie geograficzne Indian dzieli się na:
- Indian Ameryki Północnej,
- Indian Ameryki Południowej.

Dla antropologów i etnologów Indianie Ameryki Północnej to wszystkie grupy z Kanady, Stanów Zjednoczonych i północnego Meksyku, aż do granic dawnej cywilizacji Azteków. Ludy Otomi zaliczane są już do Mezoameryki, a Cywilizacja Mezoamerykańska (środkowoamerykańska) kończy się na południe od ludów z rodziny językowej maja z dzisiejszej Gwatemali. Dalej na południe jest już krąg cywilizacji południowoamerykańskich, obejmujący kontynent Ameryki Południowej oraz część Ameryki Środkowej na południe od Meksyku, Gwatemali i Salwadoru.
W Ameryce Północnej wyróżnia się kilka głównych regionów kulturowych, z których każdy dzieli się na jeszcze mniejsze obszary poszczególnych kultur. Ilość i zasięg poszczególnych regionów kulturowych różnią się nieco w zależności od przyjętych kryteriów podziału i analizowanego okresu (zobacz np. Kręgi kulturowe Ameryki Północnej i Środkowej i Indianie Ameryki Północnej), ale za główne regiony uważa się zwykle (za T. Lovenstein, „Ameryka Północna”, Time-Life Books):
- Arktykę
- Subarktykę
- Północny Wschód
- Południowy Wschód
- Wielkie Równiny i Prerię
- Południowy Zachód
- Kalifornię
- Wielką Kotlinę
- Wybrzeże Północno-Zachodnie i Płaskowyż

## Podobieństwa i różnice
Chociaż grupy i plemiona Indian zamieszkujące poszczególne obszary i regiony kulturowe miały pewne cechy wspólne, to jednak w przypadku porównań zawsze dominowały nad nimi różnice wynikające z szeregu przyczyn historycznych, geograficznych i społecznych. Różnice te obejmowały nie tylko fizyczny wygląd Indian z poszczególnych plemion i regionów, ale także ich języki (na terenie obu Ameryk naukowcy wyróżnili setki tubylczych języków i ich dialektów – współcześnie w znacznej części wymarłych lub zanikających), wszelkie aspekty życia społecznego, gospodarczego, kultury materialnej i duchowej.
Wszystkie te elementy, wyróżniające poszczególne tubylcze ludy obu Ameryk, ulegały przez wieki (i nadal podlegają) głębokim przemianom, chociaż dostrzegalne do dziś silne zróżnicowanie setek plemion i grup tubylczych Ameryki podlega też procesom wzajemnego przenikania (panindianizm), uniformizacji i globalizacji. Pomimo tego w świadomości potocznej narodów i społeczeństw nieindiańskich utrzymują się stereotypowe – uproszczone zwykle i zafałszowane – wyobrażenia na temat „Indian”.